# リリアン・ウルフ
リリアン・ウルフ(Lilian Wolfe)の名で知られたリリアン・ガートルード・ウルフ（Lilian Gertrude Woolf、1875年12月22日 - 1974年4月28日）は、ロンドンで生まれ、チェルトナムで没した、イギリスのアナキズム、平和主義、フェミニズムの活動家。 彼女は生涯のほとんどを通して、ロンドンのアナキスト系出版社フリーダム・プレス(Freedom Press)の関係者であった。

## 生い立ちと革新派への傾斜
ウルフは、1875年12月22日に、父が宝石商を営んでいたロンドンのエッジウェア・ロード(Edgware Road)の家で生まれた。母ルーシー・ヘレン・ジョーンズ(Lucy Helen Jones)はバーミンガム出身の女優で、ウルフによれば「不満をたくさん抱えた女性」だったが、ウルフが13歳の時に家を出て、オペラ劇団の一員として世界巡業に行ってしまった。父アルバート・ルイス・ウルフ(Albert Lewis Woolf)は、リバプール出身のユダヤ系の宝石商で、保守的な物腰の人物であった。ウルフには兄弟3人、姉妹2人がおり、何不自由のない、ごくまっとうな中流階級の子どもとして育った。教育は、はじめは家庭教師のもとで、次いで短期間だけリージェント・ストリート・ポリテクニック(Regent Street Polytechnic)（現在のウエストミンスター大学の前身）で学んだ。
やがて中央郵便局(General Post Office)で働き始めたウルフは、公務員社会主義協会(Civil Service Socialist Society)の一員として活動するようになった。婦人参政権活動家として議会政治に幻滅を感じていたウルフは、婦人参政権の付与は一時しのぎの姑息な政策であると考えるようになった 。ウルフは、アナキズム運動に惹かれてゆき、アナキスト系の定期刊行物『The Voice of Labour』に創刊時から寄稿者として参加するようになった。

## 活動と晩年
1916年、徴兵法による徴兵制度の導入後、『The Voice of Labour』は、民間人の不服従についての記事を載せ、徴兵を逃れてスコットランドのハイランド地方に逃亡するよう読者に勧めた。この記事がきっかけで行なわれた『Freedom』関連施設の強制捜査の際には、事実上の伴侶であったトマス・キール(Thomas Keell)とともに逮捕された。彼らは起訴され、国土防衛法(Defence of the Realm Act)違反で有罪となった。ウルフには、25ポンドの罰金、または、2か月の懲役という判決が 下されたが、彼女は後者を選択した。このとき、100ポンドの罰金、または、3か月の懲役という判決が 下されたキールも、罰金刑ではなく懲役刑を選んだ。ウルフはこのとき既に40歳になっていたが、いったん収監された後で自分の妊娠に気づき、罰金を支払って釈放された。
1917年の時点で、ウルフはロンドンのマーシュ・ハウス(Marsh House)に、ネリー・ディック(Nellie Dick)、フレッド・ダン(Fred Dunn)、ガストン・マラン(Gaston Marin)と一緒に住んでいたが、1920年ころにはキールと、彼との間に生まれた息子、そして、W・C・オーウェン(W.C. Owen)と一緒に、ロンドン北西部のウィルズデン(Willesden)に、そして1920年代から1938年のキールの死まで、グロスタシャー州のトルストイ主義者の入植地ホワイトウェイ・コロニーに、それぞれ住んでいた。ホワイトウェイでウルフは、ジョージ・オーウェルがサナトリウムでの療養で面倒を見られない間、息子リチャード・ブレア(Richard Blair)の世話をしていた。ヴァーノン・リチャーズ(Vernon Richards)がスペイン内戦におけるアナキストたちを支援する立場から『Spain and the World』を創刊した際には、 既に60歳になっていたウルフが事務を引き受けた。当時、ウルフは、リチャーズとそのパートナーであるマリー＝ルイーズ・バーネリ(Marie-Louise Berneri)のロンドンの住まいに身を寄せることがよくあった。高齢になってもウルフは政治活動に関わり続け、 90歳を超えても『Peace News』の販売に携わり、95歳までフリーダム・プレスの書店の責任者、事務担当として働いていた。
『Freedom』の百周年記念号で、アナキストの歴史家ニコラス・ウォルター(Nicolas Walter)は、ウルフのことを、「フリーダム・プレスの歴史において、半世紀以上にわたり、最も知られていない、しかし、最も重要な人物であった」と讃えた。